# アストロロボSASA
『アストロロボSASA』（アストロロボササ）は、1985年8月9日にアスキーからファミリーコンピュータ用に発売されたコンピュータゲームソフト。同社が1984年にMSX用に発売したアクションシューティングゲーム『SASA』（ササ）をファミコン用に移植したもので、同社がファミコン用として発売した初のソフトでもある。
以下は、ファミコン版『アストロロボSASA』についての記述を主としている。

## ゲーム内容
- プレイヤーは「SASA」を操作し、敵の妨害から身を守りながら各ステージにある「エネルギーパック」の回収を目指す。ファミコン版のみ2人同時プレイが可能で、プレイヤー2は別のキャラクター「NANA」を操作する。
- SASAとNANAは、地上を歩く、手にしているビーム砲を利用し撃った時に生ずる反動で空を飛ぶといった行動が取れる。この「武器の反動を利用しての空間移動」がゲームの大きな特徴にもなっており、慣れないうちは姿勢制御がかなり難しい[1]。
- 全16ステージ。ステージ1～9（草原、倉庫前、倉庫内）では重力が、ステージ10～12（海中）では浮力と潮の流れが働いている。空中移動の際には下降する力が、海中移動の際には上昇する力と横へと流される力が働くため、それらを考慮しながら弾を撃ち移動方向をコントロールする必要がある。ステージ13～15（宇宙空間）では一転して無重力になるが、実際には微弱な引力が横方向に働いている。ステージ16（同じく宇宙空間）では画面中央にブラックホールがあり、中央に向かい強力な引力が発生している。ブラックホールに触れる（吸い込まれる）と即ゲームオーバーとなる[1]。
- 各プレイヤーにはエネルギー量が設定されており、弾を撃つごとに微弱なエネルギーの消費を伴う。そのため、無駄撃ちが許されない。また、ステージ内にいる敵キャラクターからの攻撃を受けたり、障害物に激突したりするとエネルギーが大幅に減る。エネルギー量が0になると、そのプレイヤーはゲームオーバーとなる（残機制はない）[1]。
- ステージ内にあるエネルギーパックを1つ取るごとに、プレイヤーは一定量のエネルギーを補給できる（どちらか一方の時は100、2人揃っている時は250）。このエネルギーパックを全て回収するのが彼らの目的であり、回収に成功するとそのステージはクリアとなる。エネルギーパックは弾が当たると壊れてしまうので、回収には細心の注意を払う必要がある。誤って破壊してしまった場合でも一応クリアにはなるが、その分回復のチャンスを失うことになる。
- 2人同時プレイでは、自身のエネルギーのうちの100を相手プレイヤーに与えることが出来る。その際にはBボタンを使用する。

## 登場キャラクター

### プレイヤーキャラクター
SASA（ササ）
プレイヤー1が操作する人型ロボットで、機体は水色。
NANA（ナナ）
プレイヤー2が操作する人型ロボットで、機体はピンク色。

### 敵キャラクター
ノッシー
地上や地上近くの空中にいると突進を掛けてくるウシ。倒すことは出来ないが、痺れさせて動きを止めることは出来る。
チョッキナー
空飛ぶはさみ。風船に付けられて浮かんでいるエネルギーパックに近付き、繋いでいる糸を切ろうとする。破壊不能。
ドラムカン
倉庫前ステージの地上で転がっているドラム缶。破壊不能。
ヘリリン
空を飛び、（ステージ6では）赤い弾を撃ってくるヘリコプター。破壊可能。また、撃ってきた弾も破壊出来る。
コマツダ
エネルギーパックを拾ってはあちこちの場所へと運搬してしまう重機。破壊可能だが、壊すと残骸が残る。また、エネルギーパックを持っている時に撃つとそれも一緒に壊れてしまう。このキャラクターの名前は小松製作所の名に由来する。
くるくるレンガ
倉庫内ステージで中空を舞いながら体当たりを仕掛けてくる煉瓦。弾5発で破壊可能。
タツノオトシゴ
弾を吐いて攻撃してくるタツノオトシゴ。倒すことが出来る。
ヒトデ
ヒトデ。倒せるが、1発撃つと分裂して4つの小さなヒトデになる。
昆布
海の底に生えている昆布。障害物の一種で、触れると大ダメージを受ける。倒せない。
いん石
体当たりを仕掛けてくる隕石。破壊可能だが、ステージによっては撃つと小片に分裂することもある。
エイ
宇宙に生息するエイ。撃っても弾が通り抜けてしまう。最終ステージではブラックホールの中から次々と飛び出してくる。

## 移植版
| No. | タイトル         | 発売日       | 対応機種               | 開発元   | 発売元   | メディア                  | 型式    | 売上本数 | 備考 |
| --- | ---------------- | ------------ | ---------------------- | -------- | -------- | ------------------------- | ------- | -------- | ---- |
| 1   | Sasa             | 1984年       | Spectravideo           | SVI      | SVI      | カセットテープ            | SD-243T | -        |      |
| 2   | アストロロボSASA | 1985年8月9日 | ファミリーコンピュータ | ワークス | アスキー | 320キロビットロムカセット | HSP-01  | -        |      |

## 音楽
- ファミコン版『アストロロボSASA』は、PAUSEを掛けた際に流れる音が単純なサウンドエフェクトではなくフルコーラスの音楽になっていた。PAUSE用に制作されたこの音楽に付いていた題名は「NANA愛のテーマ」。同梱の取扱説明書には楽譜や2番までの歌詞が印刷されている。

## 評価
ファミリーコンピュータ版
本作に対する批評家たちからの評価は、操作性の難易度の高さを指摘したものが多くなっているが概ね肯定的なものとなっている。ゲーム誌『ファミリーコンピュータMagazine』の1991年5月10日号特別付録「ファミコンロムカセット オールカタログ」では、重力や慣性の概念による操作の困難さを指摘した上で「慣れてしまえば奥が深くてハマるゲームのひとつだ」と肯定的に評価した。ゲーム誌『ユーゲー 2003 No.07』においてライターの上志野雄一郎は、物理法則が加味された操作感覚が斬新なアイデアであると述べた上で、基本的な空中制御が困難であると指摘した上で「シュールでほのぼのとした雰囲気とは裏腹に、ちょっとでも敵に触れるとビリビリしびれて大ダメージ」と操作の難易度が高すぎると主張した上で、「本作の焦点は、このクセの強い操作感をいかに制御しながら、効率良くエネルギーを蓄えるかだ。これが良くも悪くもプレイ意欲を駆り立ててくれる」と述べたほか、「思い通りにならない操作で敵を避ける緊張感と達成感は、本作ならではの醍醐味であった」と肯定的に評価した。ゲーム誌『CONTINUE』においてライターの志田英邦は10年早すぎた作品であると主張し、前進するために後方へ射撃する必要があり、敵を攻撃するたびに後方に下がることや重力や波の潮流に翻弄されると述べた上で、「しょっぱい現実のつまらなさと奥深さを教えてくれた、偉大なゲーム」と肯定的に評価した。